# Paralabidochromis victoriae
Paralabidochromis victoriae là một loài cá thuộc họ Cichlidae. Nó là loài đặc hữu của Kenya.